# Конче
Конче (мкд. Конче) је насеље у Северној Македонији, у југоисточном делу државе. Конче је седиште истоимене општине Конче.

## Географија
Конче је смештено у југоисточном делу Северне Македоније. Од најближег града, Радовишта, насеље је удаљено 20 km југозападно.
Насеље Конче се налази у историјској области Лукавица. Насеље је положено у долини реке Криве Лукавице, на приближно 570 метара. Долина је затворена планинама, па се западно од насеља издиже Конечка планина, ка југу Градешка планина, а ка истоку Смрдеш.
Месна клима је континентална, са утицајем Егејског мора (жарка лета).

## Историја
У Кончу, у Цркви Светог Стефана је сахрањена Катарина Бранковић, кћер деспота из Старе Србије, Ђурђа Бранковића. Данас је то Манастир Конче.

## Становништво
Конче је према последњем попису из 2002. године имало 967 становника.
Становништво је етнички мешовито. Већину чине Турци 55%, а Македонци су малобројнији - 45%. До почетка 20. века насеље је било изразито турско, али се значајан број Турака спонтано иселио у матицу после Другог светског рата.
| Националност | Укупно |
| Македонци    | 444    |
| Албанци      | 0      |
| Турци        | 521    |
| Роми         | 0      |
| Власи        | 0      |
| Срби         | 0      |
| Бошњаци      | 0      |
| остали       | 2      |

Претежна вероисповест месног становништва је ислам, а мањинска православље.